# Challenge international du Nord
Il Challenge international du Nord fu un torneo annuale di calcio che si tenne in Francia (nelle città di Roubaix, Tourcoing e Lilla) dal 1898 al 1914 e che vide di fronte club belgi, francesi, svizzeri, olandesi e inglesi.

## Il torneo
Il formato del torneo variò diverse volte con il passare delle edizioni. Nelle prime edizioni parteciparono solo club francesi e belga, divisi in due gruppi ("Gruppo Francia" e "Gruppo Belgio") dai quali si qualificavano le quattro squadre semifinaliste (due per nazione). Questa organizzazione rimase valida fino al 1905, quando furono ammessi al torneo anche i club olandesi e svizzeri. Dal 1909 al 1914 (ultima edizione), il torneo perse importanza, arrivando a schierare solo formazioni inglesi e francesi di non professionisti. L'annualità della manifestazione fu interrotta allo scoppio della prima guerra mondiale.

## Le finali
| Anno | Vincitore            | Risultato | Finalista                                   |
| ---- | -------------------- | --------- | ------------------------------------------- |
| 1898 | Léopold Club Brussel | 3 - 1     | RC Roubaix                                  |
| 1899 | Léopold Club Brussel | 4 - 1     | FC Brugeois                                 |
| 1900 | Le Havre AC          | 3 - 2     | Club Français                               |
| 1901 | Beerschot AC         | 2 - 0     | Léopold Club Brussel                        |
| 1902 | Anversa              | 4 - 2     | Beerschot AC                                |
| 1903 | Racing Club Brussel  | 4 - 0     | RC Roubaix                                  |
| 1904 | Union Saint-Gilloise | 5 - 0     | United Sports Club                          |
| 1905 | Union Saint-Gilloise | 3 - 1     | Prinses Wilhelmina                          |
| 1906 | Anversa              | 3 - 2     | US Tourcoing                                |
| 1907 | Union Saint-Gilloise | 4 - 0     | Olympique Lillois                           |
| 1908 | Racing Club Brussel  | 1 - 0     | Union Saint-Gilloise                        |
| 1909 | Eastbourne FC        | 5 - 1     | RC Roubaix                                  |
| 1910 | Reigate Priory       | 3 - 0     | CA Paris                                    |
| 1911 | US Tourcoing         | 2 - 1     | Cambridge Town                              |
| 1912 | Cambridge Town       | 4 - 1     | US Tourcoing                                |
| 1913 | US Tourcoing         | ?         | Club Français; Risultato finale sconosciuto |
| 1914 | CASG Paris           | 7 - 0     | Club Français                               |